# Браун, Матильда
Матильда Браун (англ. Matilda Browne; 1869—1947) — американская художница-импрессионист; единственная женщина в художественной колонии города Олд-Лайм.

## Биография
Родилась 8 мая 1869 года в Ньюарке, штат Нью-Джерси.
В детстве Матильда жила в Ньюарке по соседству с художником Томасом Мораном, известным своими пейзажами. Когда девочке было девять лет, художник пригласил её в свою студию и показал ей работу живописца. Обнаружив природный талант Матильды, он начал давать ей уроки и в двенадцать лет одна из её картин была показана на выставке в Национальной академии дизайна в Нью-Йорке.
Вскоре она увлеклась рисованием животных и путешествовала с матерью c 1869 года по Европе, обучаясь у художников-анималистов во Франции и Нидерландах: у Eleanor и Kate Greatorex, Frederick Freer, Charles Melville Dewey и Жюльена Дюпре в Барбизоне; у Henry Bisbing в Голландии. В начале 1890-х годов, переехав в Нью-Йорк, Матильда Браун начала выставляться. При этом продолжала совершенствовать своё мастерство у известного в то время художника-пейзажиста и анималиста Карлтона Уиггинса, с помощью которого попала в художественную колонию Олд-Лайм. Здесь она сняла дом на Лайм-стрит в центре городка. Матильда была единственной женщиной в этой чисто мужской колонии; в те годы американские художники смотрели свысока на женщин-художниц.
В конце 1890-х годов Браун работала в Гринвиче, Коннектикут, в середине 1900-х годов — снова в Олд-Лайме, где также периодически появлялась в 1910-х — 1920-х годах. Примерно в 1918 она вышла замуж за Frederick Van Wyck, жила с мужем в Нью-Йорке. В 1932 году её иллюстрации были опубликованы в написанной мужем книге-воспоминаниях — Recollections of an Old New Yorker.
Умерла 3 ноября 1947 года в Гринвиче, штат Коннектикут.
За свою художественную карьеру была удостоена ряда наград:
- 1889 — Dodge Prize (Национальная академия дизайна);
- 1901 — Third Hallgarten Prize (Национальная академия дизайна);
- 1918, 1919 — Connecticut Academy of Fine Arts Award;
- 1929 — Greenwich Art Association Prize.